# Dayfa Khatun
Dayfa Khatun, död 1242, var regent i Aleppo mellan 1236 och 1242.   Hon var regent som förmyndare för sin sonson An-Nasir Yusuf.